# Старе-Кейкуты (база)
Учебный центр Агентства разведки (известен также как Войсковая часть № 2669, пол. Jednostka Wojskowa 2669) — учебный центр Агентства разведки Польши, расположенный возле села Старе-Кейкуты (Варминьско-Мазурское воеводство, Щитненский повят, гмина Щитно). С 2005 года являлся также одной из секретных тюрем ЦРУ в Восточной Европе.

## История
При немецкой оккупации Польши во время Второй мировой войны здесь располагался учебный центр СД, а располагавшийся в 20 км аэропорт (с середины 1990-х — международный аэропорт Щитно-Шиманы) использовался люфтваффе для бомбардировок Варшавы. С осени 1971 в ПНР, в Старе Кейкуты был открыт Учебный центр персонала разведки (пол. Ośrodek Kształcenia Kadr Wywiadu) — подразделение 1-го департамента Министерства внутренних дел, отвечавшего за внешнюю разведку. Это был единственный учебный центр разведслужб стран Варшавского договора, находившийся за пределами Советского Союза). После падения коммунистического режима продолжал использоваться как учебный центр польских спецслужб.
Рядом с оградой базы размещены знаки о запрете фотографирования объекта, известны ситуации, когда у журналистов, пытавшихся проводить съемки базы, изымали и конфисковывали носители информации с фото- и видеоматериалами.
На рубеже 2005—2006 годов стало известно, согласно докладу Совета Европы, что на территории базы в нарушение законов Польши и международных законов сотрудники ЦРУ проводили допросы и пытки заключенных.
15 декабря 2005 года тогдашний глава Агентства разведки Польши Збигнев Семёнтковски подтвердил, что на базе существуют две «внутренние зоны», куда имеют доступ сотрудники ЦРУ, одна из них называется Strefa B (Зона Б). Другие представители польской разведки подтвердили, что американский персонал, работающий на базе, проживает в закрытых зонах в течение нескольких месяцев.